# Richardia podagrica
Richardia podagrica är en tvåvingeart som först beskrevs av Fabricius 1805.  Richardia podagrica ingår i släktet Richardia och familjen Richardiidae. Inga underarter finns listade i Catalogue of Life.